# NGC 965
NGC 965 est une galaxie spirale située dans la constellation de la Baleine. NGC 965 a été découverte par l'astronome américain Ormond Stone en 1886.

## Caractéristiques
Sa vitesse par rapport au fond diffus cosmologique est de 6 584 ± 42 km/s, ce qui correspond à une distance de Hubble de 97,1 ± 6,8 Mpc (∼317 millions d'al).
La classe de luminosité de NGC 965 est III-IV.